# Pang Wei
Pang Wei, född 19 juli 1986 i Baoding, är en kinesisk sportskytt.
Han blev olympisk guldmedaljör i luftpistol vid sommarspelen 2008 i Peking.